# هاري سيمون
هاري سيمون (بالإنجليزية: Harry Simon)‏ هو لاعب رماية أمريكي، ولد في 13 يوليو 1873، وتوفي في 8 يونيو 1932.

## وصلات خارجية
- هاري سيمون على موقع أوليمبيديا (الإنجليزية)